# ホンダ・NM4
NM4（エヌエムフォー）は、本田技研工業が製造販売するオートバイのシリーズ商標である。

## 概要
型式名EBL-RC82。近未来とクールをテーマに開発されたクルーザータイプの大型自動二輪車で、2014年の大阪モーターサイクルショーならびに東京モーターサイクルショーへ出品。その後同年中に市販開始された。

## 車両解説
フレームはスチール製ツインチューブダイヤモンド型。エンジンはNCシリーズと共通の内径x行程：77.0x80.0（mm）排気量745ccのRC70E型水冷4ストローク4バルブSOHC2気筒エンジンが搭載される。
外観はフロントマッシブスタイリングをテーマとし、シート高は650mmと低く設定されコックピットポジションと称するライダーがマシンに潜り込むスタイルである。
サスペンションは前輪がインナーチューブ径43mm・ストローク120mmの正立式テレスコピック、後輪がプロリンク式スイングアームである。
ブレーキは前輪・後輪ともにABSを標準装備するシングルディスクブレーキを搭載する。
トランスミッションはマニュアルトランスミッションをベースに自動変速を行うDCTを搭載。状況に応じてシフトアップ・ダウンを行うATモードでは一般走行のDモード、スポーツ走行のSモードがセレクトできるほか、任意に変速するMTモードが設定される。またDCTと連動した可変色メーターを搭載する。

### NM4-01
2014年4月10日発表、同月21日発売。リヤのデザインをテールカウルへ絞り込むことでフロントマッシブスタイリングを強調させるとともにタイヤも200/50-17のワイドサイズを装着させたモデルである。
後述のNM4-02と共にカラーリングは当初マットバリスティックブラックメタリック・パールグレアホワイトの2種類が設定されたが、2015年2月27日発表、同年3月2日発売で11色のカラーオーダープランを受注生産で開始した。
2016年2月29日発表、同年3月11日発売で平成28年自動車排出ガス規制に適合させた以下のマイナーチェンジを実施。
- 型式名を2BL-RC82へ変更。
- DCTセッティングを変更。
- マフラー内部構造を3室から2室へ変更し全長を短縮化。

### NM4-02
2014年5月30日発表、同年6月10日発売。NM4-01よりリヤ周りのボリューム感を持たせたモデル。ただし200サイズのタイヤなどは共通である。
2016年2月29日発表、同年3月11日発売で01同様のマイナーチェンジを実施。